# IC 1851
IC 1851 ist ein Stern im Sternbild Kassiopeia. Das Objekt wurde von Edward Barnard (1857–1923) entdeckt, welcher einen Nebel südwestlich des Stern HD 17581 vermutete.